# 佛光女子籃球隊
佛光女子籃球隊於2001年8月31日成立，由佛光山經營管理，2001年12月26日因球員的隊籍問題解散。

## 歷史
2001年6月19日，南亞女籃領隊王朝輝宣布球隊6月底解散。之後在前行政院體委會主委趙麗雲居中牽線下，佛光山接收七名南亞女籃球員籌組女子籃球隊，委由中廣戰神總教練鍾枝萌籌組。佛光女籃8月31日正式成立，國際佛光會中華總會長吳伯雄出任總領隊，領隊趙麗雲，副領隊永富法師，行政總監慈容法師，技術總監鍾枝萌，總教練王立彬，教練宋濤、訓練員兼球員彭萍（台元），15名球員為黃蔚（南亞）、詹佩芬（南亞）、楊心怡（南亞）、周彥真（南亞）、葛力捷（南亞）、陳慧娟（南亞）、莊麗芬（南亞）、陳玉梅（台元）、翁小梅（台元）、林亮玉（台元）、李台英（華航）、鄭智仁（華航）、黃蘭（國泰）、鄭詩偉（國泰）、吳婉伶（國泰），由陳玉梅擔任隊長，球隊與南華大學、普門中學建教合作，不參與2001年總統杯籃球賽，球隊將在2002年甲組聯賽亮相。佛光女籃為了報名2002年甲組聯賽向台元女籃與國泰女籃釐清陳玉梅（台元）、翁小梅（台元）、林亮玉（台元）、黃蘭（國泰）、鄭詩偉（國泰）、吳婉伶（國泰）六名球員的隊籍問題，因為此六名球員曾與原球隊簽立終身切結書，造成離隊後不能效力其他球隊，但國泰女籃與台元女籃在2001年總統杯籃球賽領隊會議後與電信女籃、台電女籃、亞東女籃閉門開會，決議抵制此六名球員，否則不排除集體退出甲組聯賽，佛光女籃12月26日表示無破壞女籃生態之意而宣布解散。

## 其他台灣女籃
- 國泰女籃
- 亞東女籃
- 台元女籃
- 電信女籃
- 台電女籃
- 華航女籃
- 南亞女籃